# Peter Venmans
Peter Venmans (Oostende, 1963) is een Vlaamse essayist, auteur van acht boeken over literaire en filosofische onderwerpen, waaronder 'Discretie' (2019) en 'Gastvrijheid' (2022), beide uitgegeven bij Atlas Contact. Voor dit laatste boek won hij de Socratesbeker 2023 voor het meest prikkelende en urgente filosofieboek van het jaar. Hij is van opleiding romanist-hispanist en filosoof, en woont in Leuven.

## Publicaties
- 1992: Schrijven in de politieke tijd, Uitg. Kok Agora/Pelckmans - Kampen/Kapellen.
- 1997: De Spaanse roman na 1975, Uitg. Peeters - Leuven.
- 2005: De ontdekking van de wereld. Over Hannah Arendt, Uitg. Atlas - Amsterdam/Antwerpen.
- 2008: Over de zin van nut. Een filosofisch essay, Uitg. Atlas - Amsterdam/Antwerpen.
- 2011: Het derde deel van de ziel. Over thymos, Uitg. Atlas - Amsterdam/Antwerpen.
- 2016: Amor Mundi. Hoe komen we tot een betekenisvolle relatie met de ander?, Atlas Contact - Amsterdam/Antwerpen
- 2019: Discretie. Essay over een vergeten deugd, Atlas Contact - Amsterdam/Antwerpen
- 2022: Gastvrijheid. Filosofisch essay, Atlas Contact - Amsterdam/Antwerpen

## Onderscheidingen
- 1993: ECI-prijs voor het essay 'Het gelijk van moeder Bovary'.
- 2007: Literatuurprijs van de Provincie Vlaams-Brabant voor 'De ontdekking van de wereld'.
- 2008: Liberales-prijs 'Boek van het Jaar' voor 'Over de zin van nut'.
- 2012: Shortlist Jan Hanlo Essayprijs voor 'Het derde deel van de ziel'.
- 2020: Shortlist Socratesbeker voor 'Discretie'.
- 2023: Winnaar Socratesbeker voor 'Gastvrijheid' .